# Lighthouse (singel Niny Kraljić)
Lighthouse – utwór chorwackiej piosenkarki Niny Kraljić, który został wydany w formie singla 9 marca 2016 roku. Piosenkę napisali Andreas Grass i Nikola Paryla. Singiel został umieszczony na debiutanckiej płycie studyjnej wokalistki zatytułowanej Samo z 2016 roku.
Utwór reprezentował Chorwację w 61. Konkursie Piosenki Eurowizji organizowanym w Sztokholmie. 10 maja piosenka została zaprezentowała w pierwszym półfinale konkursu i z dziesiątego miejsca awansowała do sobotniego finału. W finale, organizowanym 14 maja, utwór zajął dwudzieste trzecie miejsce z 73 punktami na koncie, w tym 33 punktami od telewidzów (19. miejsce) i 40 pkt od jurorów (22. miejsce).
9 marca 2016 roku w serwisie YouTube premierę miało oficjalne audio piosenki. Teledysk do utworu ukazał się w serwisie 11 kwietnia, za jego reżyserię odpowiada Filip „Philatz” Filković. Klip kręcony był na terenie wysp Hvar i Brač oraz przy górach Biokovo.

## Lista utworów
CD single
1. „Lighthouse” – 3:00
2. „Lighthouse” (Karaoke Version) – 3:00

## Notowania na listach przebojów
| Kraj      | Lista (2016)          | Miejsce |
| --------- | --------------------- | ------- |
| Chorwacja | Croatian Top 20 Chart | 4       |